# Metapod
Metapod (japanski: トランセル Toranseru) jedan je od 1025 fiktivnih vrsta Pokémona iz medijske franšize Pokémon, skupa Pokémon videoigara, animiranih serija, manga stripova, knjiga, igraćih karata i drugih medija kojima je tvorac Satoshi Tajiri. Svrha je Metapoda u videoigrama, animiranoj seriji i manga stripovima, kao i svrha ostalih Pokémona, borba s divljim Pokémonima – neukroćenim stvorenjima koje igrači i likovi pronalaze dok kreću na razne avanture – i pripitomljenim Pokémonima drugih Pokémon trenera.

## Etimologijaimena
Metapodovo je ime vjerojatno kombinacija engleskih riječi "metal", i "pod" = čahura, ili "metamorphosis" = pretvorba, i "pod". 
Njegovo japansko ime, Transel, dolazi od engleskih riječi "transformation" = preobrazba, i "shell" = oklop. Ime Metapod odnosi se na čitavu vrstu ovog Pokémona, kao i pojedinačne primjerke vrste u Pokémon igrama, animiranoj seriji i manga stripovima.

## Pokédex podaci
- Pokémon Red/Blue: Ovaj je Pokémon ranjiv na napade dok je oklop još mekan, izlažući svoje nježno i slabašno tijelo.
- Pokémon Yellow: Očvršnjava svoj oklop kako bi se zaštitio. Ipak, snažniji udar može ga izbaciti iz oklopa.
- Pokémon Gold: Unutar kukuljice, njegovo se mekano i slabo tijelo priprema na nadolazeću evoluciju. Ostaje nepokretan unutar oklopa.
- Pokémon Silver: Priprema se na evoluciju očvršnjavajući svoj oklop u pokušaju da zaštiti svoje mekano tijelo unutar kukuljice.
- Pokémon Crystal: Ovo je njegov prijelazni oblik. U ovom stupnju može samo očvrsnuti oklop, te radi toga ostaje nepokretan kako bi izbjegao napade.
- Pokémon Ruby/Sapphire: Oklop koji prekriva ovog Pokémona čvrst je poput željezne šipke. Metapod je gotovo nepokretan. Ostaje miran, pripremajući svoju mekanu unutrašnjost na evoluciju.
- Pokémon Emerald: Njegov oklop čvrst je poput željezne šipke. Metapod ostaje nepokretan jer priprema svoju mekanu unutrašnjost na nadolazeću evoluciju.
- Pokémon FireRed: Iako je smješten unutar snažnog oklopa, njegova je unutrašnjost veoma mekana. Ne može podnijeti snažniji napad.
- Pokémon LeafGreen: Ovaj je Pokémon ranjiv ako napada dok je njegov oklop mekan, izlažući pritom svoje slabo i nježno tijelo.
- Pokémon Diamond/Pearl/Platinum: Čelično snažan oklop štiti njegovo nježno tijelo. Mirno i strpljivo čeka nadolazeću evoluciju.

## U videoigrama
U igrama Pokémon Red, Blue, Yellow, FireRed i LeafGreen, Metapod je prisutan u Viridian šumi, kao i određenim drugim dijelovima igre.
U igrama Pokémon Gold, Silver i Crystal također je uvijek prisutan u parku grada Goldenroda. U Gold i Silver verziji prisutan je unutar Illex šume, te na Stazama 2, 30, 31. U Crystal verziji prisutan je i na Stazama 25 i 25.

## Tehnike
| Prirodne tehnike              | Prirodne tehnike | Prirodne tehnike |
| ----------------------------- | ---------------- | ---------------- |
| Tehnika                       | Vrsta tehnike    | Razina           |
| Obaranje (Tackle)             | Normalni         | Caterpie         |
| Vlaknasti metci (String Shot) | Buba             | Caterpie         |
| Otvrdnjavanje (Harden)        | Normalni         |                  |

## Statistike
| HP:      | 50 |  |
| Attack:  | 20 |  |
| Defense: | 55 |  |
| Special: | 25 |  |
| SpAtk:   | 25 |  |
| SpDef:   | 25 |  |
| Speed:   | 30 |  |

Statistika Special korištena je samo tijekom prve generacije; kasnije je podijeljenja na Special Attack i Special Defense statistike.

## U animiranoj seriji
Ashov se Caterpie razvio u Metapoda u veoma brzom roku. Asha je izazvao trener Samurai, i nedugo zatim, napao ih je roj Beedrilla, te je oklop Ashovog Metapoda proboden nakon što je ovaj zaštitio Asha od Beedrillovog napada. Unatoč kratkom vremenskom roku kojeg je proveo kao Metapod, razvio se istog trenutka u potpuno zrelog Butterfreeja.
Sljedeće Metapodovo pojavljivanje bilo je u epizodi "Gettin' the Bugs Out". Nalazio se u Bugsyjevom timu. Ne nalik ostalim Metapodima, ovaj je bio sposoban uzvratiti napad. Pobijedio je Ashovu Chikoritu, no posustao nakon Pikachuovog Groma (Thunder).